# Mittleres Zittergras
Das Mittlere Zittergras (Briza media), auch als Gewöhnliches oder Gemeines Zittergras bezeichnet, ist eine Art aus der Gattung der Zittergräser (Briza) innerhalb der Familie der Süßgräser (Poaceae) gehörendes Gras magerer Wiesen und Weiden. Es ist vor allem durch seine herzförmig geformten Ährchen gekennzeichnet und als Ziergras bekannt.

## Beschreibung

### Vegetative Merkmale
Das Mittlere Zittergras ist eine ausdauernde Pflanze, die über kurze, unterirdische Rhizome lockere Rasen bildet. Es erreicht Wuchshöhen zwischen 20 und 50 (bis 100) Zentimetern. Die dünnen, glatten Halme wachsen aufrecht und tragen 2 bis 3 kahle Knoten. Die glatten Blattscheiden sind geschlossen. Die unbehaarten, glatten und an den Rändern rauen Blattspreiten tragen eine dünne, kurze Spitze. Sie erreichen 6 bis 15 Zentimeter Länge und 2 bis 4 Millimeter Breite. Das Blatthäutchen ist als schmaler, 1 bis 2 Millimeter breiter Saum ausgebildet.

### Generative Merkmale
Der Blütenstand ist eine lockere, ausgebreitete und pyramidenförmige Rispe mit langen dünnen und rauen Rispenästen. Die Rispe ist 5 bis 16 Zentimeter lang und 4 bis 12 Zentimeter breit. Die 3- bis 14-blütigen, lang gestielten Ährchen werden 4 bis 7 Millimeter lang. Sie sind breit eiförmig bis herzförmig und oft rotviolett überlaufen. Ihr Stiel ist 5 bis 20 Millimeter lang. Die Hüllspelzen sind untereinander fast gleich und 2,5 bis 3,8 Millimeter lang. Die Deckspelzen sind den Hüllspelzen ähnlich, 3,6 bis 4,2 Millimeter lang und ebenfalls stark gewölbt. Die Vorspelzen sind zweinervig und 3,5 bis 4 Millimeter lang. Die Staubbeutel sind 2 bis 2,5 Millimeter lang.
Die Chromosomenzahl der Art ist 2n = 14 oder 28.

## Ökologie
Das Mittlere Zittergras ist ein Hemikryptophyt. Die Blüten sind homogam und windblütig. Durch Luft zwischen den Karyopsen und den Spelzen haben die Früchte ein sehr geringes spezifisches Gewicht und können als Ballonflieger durch den Wind verbreitet werden. Bei Nässe ist auch eine Verbreitung durch Tiere und als Regenschwemmling möglich.

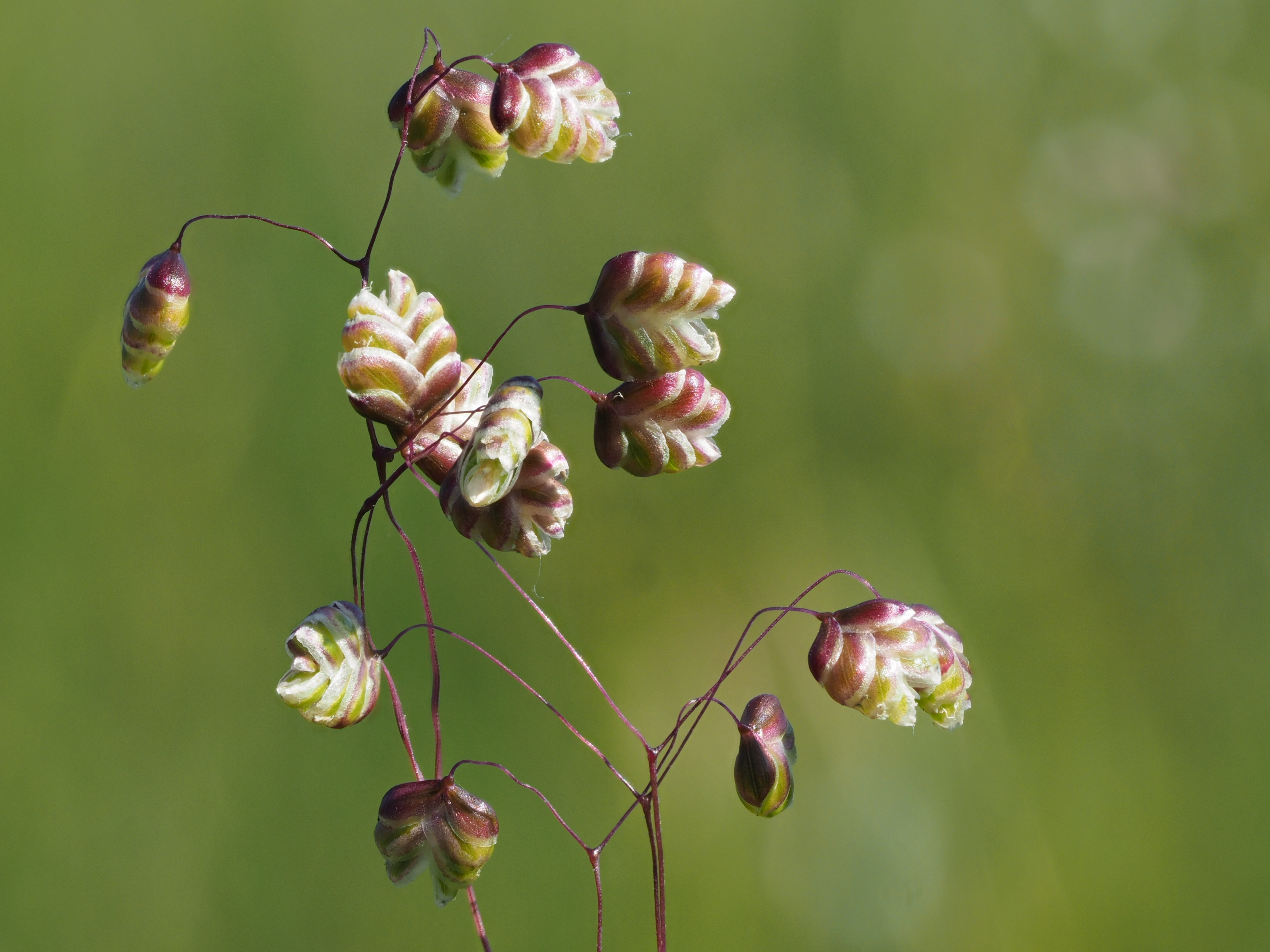
Mittleres Zittergras im Naturpark Südheide

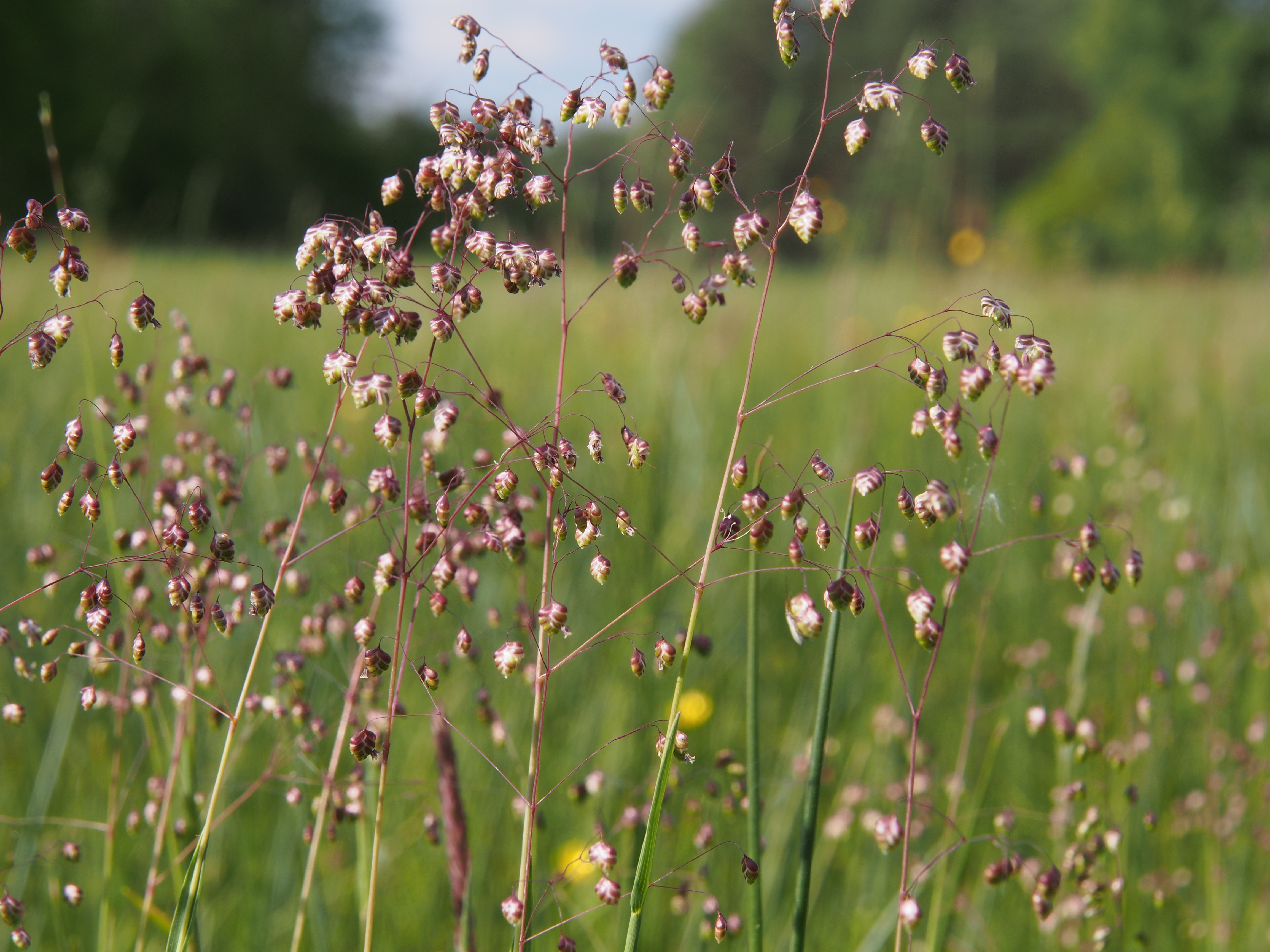
Bestand im Naturpark Südheide

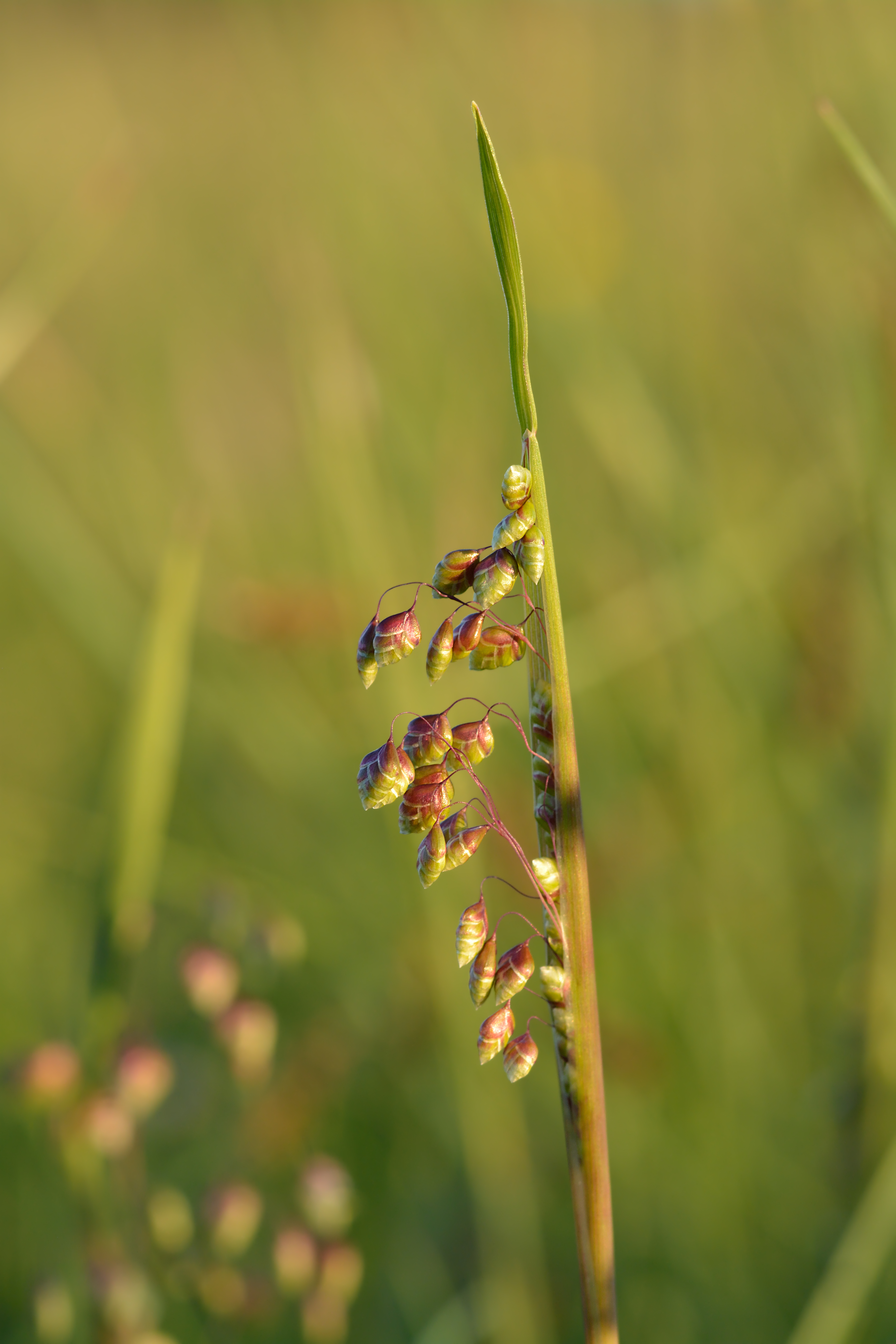
Mittleres Zittergras in Keila, Estland

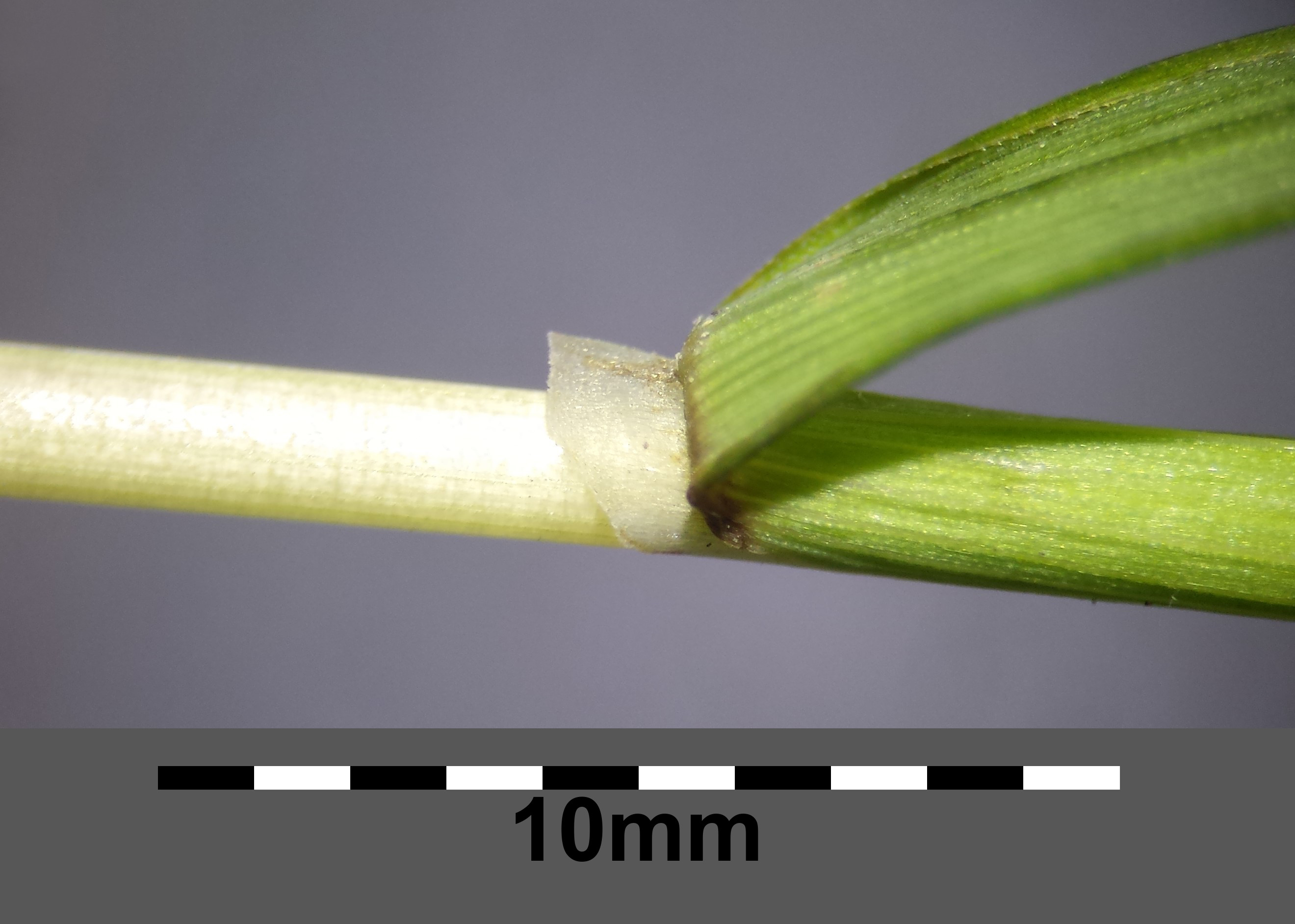
Stängel mit Laubblatt und Blatthäutchen

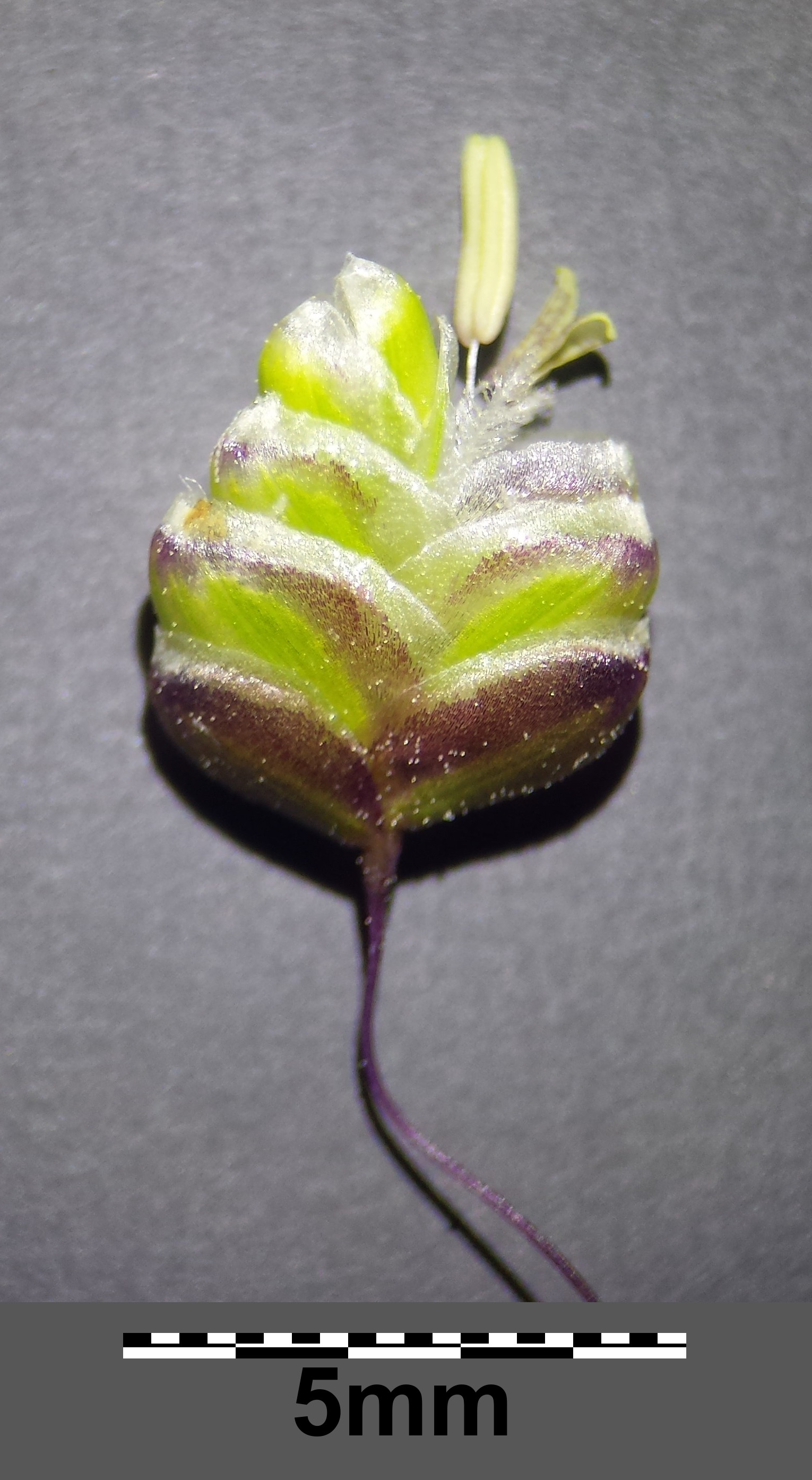
Ährchen

## Verbreitung und Standort
Das Mittlere Zittergras kommt in fast ganz Europa und im gemäßigten Asien bis Sibirien und China vom Flachland bis ins Gebirge vor. Außerdem gedeiht es in Makaronesien. In Europa hat es Vorkommen in fast allen Ländern und fehlt nur in Lettland und in Nordmazedonien und ist in Island nur eingebürgert.
Es ist die einzige in Deutschland wild vorkommende Zittergrasart. In den Allgäuer Alpen steigt es in Bayern am Ostabstieg des Hochgrat, an der Laufbacher Kirche und im Tiroler Teil am Heuberg bei Häselgehr bis zu 1800 m Meereshöhe auf. Im Kanton Wallis erreicht es am Stellisee bei Zermatt 2500 Meter.
Man findet das Mittlere Zittergras verbreitet in mageren Wiesen und Weiden. Es ist eine Lichtpflanze und ein Magerkeitszeiger; deshalb verschwindet es auf gedüngtem Grund sehr schnell. Hinsichtlich der Bodenart ist es ansonsten wenig anspruchsvoll. Es erträgt zeitweise Trockenheit gut, wird aber durch kurz dauernde Vernässung noch nicht konkurrenzunfähig. In den Alpen steigt es bis zur Waldgrenze an.
Die ökologischen Zeigerwerte nach Landolt et al. 2010 sind in der Schweiz: Feuchtezahl F = 2w+ (mäßig trocken aber stark wechselnd), Lichtzahl L = 4 (hell), Reaktionszahl R = 4 (neutral bis basisch), Temperaturzahl T = 4 (montan), Nährstoffzahl N = 2 (nährstoffarm), Kontinentalitätszahl K = 4 (subkontinental).
Es ist eine Klassencharakterart der Molinio-Arrhenatheretea, der Gesellschaften des Wirtschaftsgrünlandes und ein Magerkeitszeiger. Vor allem kommt es in Gesellschaften des Verbands Mesobromion vor.

## Gefährdung
In der Roten Liste der Pflanzen Deutschlands (Rote Liste der Farn- und Blütenpflanzen) war das Mittlere Zittergras lange Zeit in der Kategorie “V” (Vorwarnstufe) eingeordnet. Aktuell ist es jedoch als "Ungefährdet" mit langfristigem Bestandstrend "Mäßiger Rückgang" eingestuft. Die Art verschwindet auf Weiden und Wiesen bei starker Beweidung und bei Düngung. In der Schweiz ist die Art „nicht gefährdet“.

## Taxonomie und Systematik
Der wissenschaftliche Name Briza media wurde 1753 von Carl von Linné in Species Plantarum Tomus 1, S. 70 erstveröffentlicht.
Man kann 2 Unterarten unterscheiden:
- Briza media subsp. elatior (Sm.) Rohlena: Sie kommt in Europa in Italien, Bosnien-Herzegowina, Albanien, Griechenland, Bulgarien, Rumänien, Moldau, Türkei, Ukraine und in Russland vor.[4]
- Briza media L. subsp. media.

## Nutzung
Briza media wird aufgrund der attraktiven Ährchen häufig als Ziergras kultiviert. Das Untergras wird vom Vieh als Heu gerne gefressen.

## Trivialnamen
Für das Mittlere Zittergras bestehen bzw. bestanden, zum Teil auch nur regional, auch die weiteren deutschsprachigen Trivialnamen: Bäbergras (Mecklenburg), Bewergras (Mecklenburg), Bewerke (Göttingen), Biwerke (Göttingen), Bibbernägelk (Altmark), Chörbligräs (St. Gallen), Unser lieben Frauen Flachs, Flemmel (Schlesien), Flohblumen (St. Gallen im Toggenburg), Hasenbrod (im Westrich), Hasenbrödle (Augsburg), Hasengras, Hasenörlin (Odenwald, Rheinpfalz), Ich achte sein nicht (Schlesien), Jungfernhaar (Sachsen), Klepperde (Augsburg), Läuse (Hessen), Middel (Norddeutschland, niederdeutsch), Muttergottestränen (Kärnten), Wilder Tuft (Tirol im Pinzgau), Vlinkern (Göttingen), Vlinseke (Göttingen), Wäntelegras (St. Gallen bei Obertoggenburg), Zedern, Zittergras (Kärnten, Ulm), Zitterläuse (Hessen), Zitterli (Schweiz), Zitterln (Schwaben bei Ulm und Memmingen, St. Gallen) und Zydern.